# Jozef Kroner
Jozef Kroner, névváltozatai: Jozef Króner, Josef Kroner (Szaniszlófalva, 1924. március 20. – Pozsony, 1998. március 12.) szlovák színész. Az Üzlet a korzón  című csehszlovák film egyik főszerepét játszotta, amely 1966-ban elnyerte a Oscar-díjat a legjobb idegen nyelvű film kategóriában.

## Élete
Szaniszlófalván született.
Egy interjúban így nyilatkozott: „Nem beszélek magyarul, csak pár szót – mondta, amikor a magyarországi forgatásokról kérdezték –, mégis úgy érzem, mintha testvérek volnánk Makk Károllyal. Van ugyanis egy közös nyelvünk: a filmes eszperantó.” „A magyar film fénysugár az életemben” 

## Filmszerepek

### Játékfilmek
- Az örökség, avagy gútentág faszikáim (Košťál) (1992)
- Árnyék a havon (Református pap) (1992)
- Az utolsó kézirat (Nyáry György) (1987)
- Az ezeréves méh (Martin Pichanda) (1983)
- Sókirályfi menyasszonya (Bohóc) (1983)
- A napkirály három aranyhajszála (Šablica szolga) (1982)
- Egymásra nézve (Erdős elvtárs) (1982)
- Megáll az idő (Szombathy, orosztanár, a régi osztályfőnök) (1982)
- Kaszálás a Kánya-réten (Apa) (1982)
- A téglafal mögött (Bódi elvtárs) (1980)
- Két történet a félmúltból (1980)
- Teketória (Cilinderes) (1977)
- Végül (Varga János) (1974)
- A vágy neve Anada (Koktavý) (1971) (Jozef Króner néven)
- Üzlet a korzón (Anton „Tóno/Tóni” Brtko) (1965)
- Éjféli mise (Valentín Kubiš) (1962)
- A boldogság vasárnap jön (Jožko Púčik) (1959)
- Katka (1949)

### Tévéfilmek
- Albert, Albert (1994)
- Idegenek (1992)
- A fogadás (1975)
- Krónika (1974)

## Díjai
- Különdíj – az 1965-ös cannes-i filmfesztiválin az Üzlet a korzón című filmben nyújtott alakításáért